# Мунія жовтохвоста
Му́нія жовтохвоста (Lonchura leucogastra) — вид горобцеподібних птахів родини астрильдових (Estrildidae). Мешкає в Південно-Східній Азії.

## Опис
Довжина птаха становить 11 см. Виду не притаманний статевий диморфізм. Лоб, обличчя, горло і верхня частина грудей чорнувато-коричневі або чорні, в залежності від підвиду. Спина темно-коричнева, у деяких підвидів на пера на ній мають помітні світлі стрижні. Махові пера чорнувато-коричневі зі світло-коричневими краями, стернові пера чорнувато-коричневі з жовтувато-охристими краями. Груди і боки шоколадно-коричневі, решта нижньої частини тіла переважно біла. Очі карі, дзьоб зверху темно-сірий, знизу світліший, лапи темно-сірі. У молодих птахів верхня частина тіла дещо світліша, пера на них мають світлі стрижні, нижня частина тіла коричнювата.

## Підвиди
Виділяють шість підвидів:

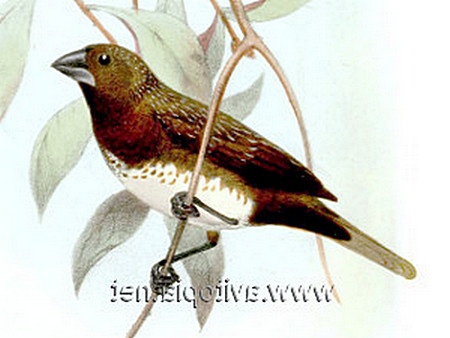
Жовтохвоста мунія

- L. l. leucogastra (Blyth, 1846) — Малайський півострів, Суматра і сусідні острови, західна Ява;
- L. l. palawana Ripley & Rabor, 1962 — Палаван і сусідні острови, архіпелаг Сулу, північ і схід Калімантану;
- L. l. smythiesi Parkes, 1958 — західний Калімантан;
- L. l. castanonota Mayr, 1938 — південний Калімантан;
- L. l. everetti (Tweeddale, 1877) — острови Лусон, Міндоро, Каміґуїн-Норте, Катандуанес і Полілло (північ Філіппінського архіпелагу);
- L. l. manueli Parkes, 1958 — Мінданао і Вісайські острови (центр і південь Філіппінського архіпелагу).

## Поширення і екологія
Жовтохвості мунії мешкають в М'янмі, Таїланді, Малайзії, Індонезії, Брунеї і на Філіппінах. Вони живуть на узліссях вологих тропічних лісів, на трав'янистих галявинах, в чагарникових заростях, на полях і в садах. Зустрічаються парами або невеликими сімейними зграйками. Живляться насінням трав, іноді також ягодами, плодами і пагонами. Гніздяться колоніями. Гніздо кулеподібне, робиться з переплетених травинок і гілочок, розміщується в густих чагарниках. В кладці 3-4 білуватих яйця, інкубаційний період триває 10-13 днів. Будують гніздо, насиджують яйця і доглядають за пташенятами і самиці, і самці. Пташенята покидають гніздо через 3 тижні після вилуплення.